# Снаха
Снаха или снаја (тепајући снајка), или снаша (тепајући снашка), представља синову, братову, сестрићеву или братанчеву супругу. 

## Сродство
У овом случају се ради о тзв. тазбинском сродству. То је правна веза која се ствара између једног брачног друга и сродника другог брачног друга. Права и обавезе, у правном смислу, скоро и да не постоје за време трајања брака, већ свој највећи домет остварују управо по његовом престанку. За време брака ова веза је пре морална и друштвена, него правна. У тазбинском сродству се налазе и нпр. супружници родитеља (очух и маћеха) и њихова пасторчад, зет и ташта итд.

## Предрасуде и обичаји у Србији
Постоји предрасуда да се снаха и свекар (мужев отац) увек лепо слажу, док је са свекрвом управо супротно. У вези са тим постоје многе анегдоте, приче и вицеви. Приликом венчања, у Србији, свекрва држи испод руку две векне хлеба или погаче и даје снаји да загризе, да би се добро слагале у будућем животу. Такође, свекрва даје снаји сито у којем су јабука, жито, цвеће и бомбоне. Млада баца садржину сита на сватове, а затим сито баца на кров куће у којој ће живети. По веровању, ако се сито задржи и снаја ће остати у кући. Свекрва снају може дочекати у кући и тада и њој и свом сину (младожењи) ставља у уста по комад шећера како би им живот био сладак. Снаха седа свекрви у крило, а тек се онда поздравља са родбином свог мужа. Данас је модерно да свекрва купује снаји скупоцени накит. Сматра се да је и то део старих обичаја.
Према традицији, млада када долази у кућу, треба да надене име сваком од укућана и тим именом ће га увек звати. Девера може назвати: браца, ага, милошта, господин, златоје, а заову сеја, сеша, сећа, кадивица, дукатинка итд.